# Championnats du monde de trampoline 2005
Navigation
Édition précédente Édition suivante
Les 24e Championnats du monde de trampoline, tumbling et double mini-trampoline ont eu lieu à Eindhoven aux Pays-Bas du 14 au 17 septembre 2005. 

## Résultats

### Hommes

#### Double Mini
| Rang               | Gymnaste                     | Points |
| ------------------ | ---------------------------- | ------ |
| Médaille d'or      | Radostin Rachev (BUL)        | 78.100 |
| Médaille d'argent  | Keith Douglas (USA)          | 73.400 |
| Médaille de bronze | Nico Gaertner (GER)          | 73.100 |
| 4                  | Vladimir Cojoc (MDA)         | 72.600 |
| 5                  | Bryan Milonja (CAN)          | 71.300 |
| 6                  | Micheal Scott-Beaulieu (GBR) | 55.500 |
| 7                  | Alexey Ilichev (RUS)         | 37.500 |
| 8                  | Bruno Nobre (POR)            | 32.500 |

#### Double mini par équipe
| Rang | Pays       | Gymnastes                                                       | Points |
| ---- | ---------- | --------------------------------------------------------------- | ------ |
|      | Canada     | Bob Watson Jamie Lange Bryan Milonja Denis Vachon               | 111.20 |
|      | Bulgarie   | Radostin Rachev Todor Banov Dimitar Chaushev Krasimir Kochev    | 110.20 |
|      | Espagne    | Hoi Pui Chau Tsang Aniol Perez Sandro Moreno Jose Manuel Munoz  | 106.80 |
| 4    | Russie     | Alexei Ilichev Stanislav Pokroev Alexei Borovikov Mikhail Povkh | 75.50  |
| 5    | États-Unis | Keith Douglas Casey Finley Derek Stangel Josh Vance             | 73.60  |

#### Individuel
| Rang | Pays      | Gymnastes         | Points |
| ---- | --------- | ----------------- | ------ |
|      | Russie    | Alexander Rusakov | 41.300 |
|      | Japon     | Yasuhiro Ueyama   | 40.900 |
|      | Japon     | Tetsuya Sotomura  | 40.800 |
| 4    | Chine     | Que Zhi Cheng     | 39.900 |
| 5    | Allemagne | Henrik Stehlik    | 39.400 |
| 6    | Russie    | German Knytchev   | 34.600 |
| 7    | Italie    | Flavio Cannone    | 23.500 |
| 8    | Danemark  | Peter Jensen      | 10.300 |

#### Par équipes
| Rang | Pays        | Gymnastes                                                          | Points |
| ---- | ----------- | ------------------------------------------------------------------ | ------ |
|      | Chine       | Qipeng Liu Yong−Feng Mu Zhi Cheng Que Shuai Ye                     | 122.10 |
|      | Japon       | Shunsuke Nagasaki Daisuke Nagata Tetsuya Sotomura Yasuhiro ueyama  | 120.60 |
|      | Russie      | Alexander Russakov German Knytchev Alexander Leven Dimitri Ushakov | 117.50 |
| 4    | Royaume-Uni | Gary Short Gary Smith Simon Milnes Mark Alexander                  | 112.90 |
| 5    | Portugal    | Diogo Faria Nuno Merino Amadeu Neves Diogo Ganchinho               | 104.10 |

#### Synchronisé
| Rang | Pays        | Gymnastes                           | Points |
| ---- | ----------- | ----------------------------------- | ------ |
|      | Biélorussie | Vladimir Kakorko Nikolai Kazak      | 50.000 |
|      | Suisse      | Michel Boillet Ludovic Martin       | 49.500 |
|      | Japon       | Tetsuya Sotomura Yasuhiro Ueyama    | 49.300 |
| 4    | Allemagne   | Michael Serth Henrik Stehlik        | 48.800 |
| 5    | Danemark    | Jaacob Hansen Peter Jensen          | 48.700 |
| 6    | Pays-Bas    | Sven Mooij Alan Villafuerte         | 47.800 |
| 7    | France      | Mickaël Jala Sébastien Laifa        | 26.500 |
| 8    | Ukraine     | Viacheslav Makovetki Denis Vrazhkin | 13.800 |

#### Tumbling
| Rang | Pays        | Gymnastes          | Points |
| ---- | ----------- | ------------------ | ------ |
|      | Chine       | Wang Jiexu         | 77.000 |
|      | Chine       | Chen Yang          | 76.300 |
|      | Pologne     | Jozef Wadecki      | 75.700 |
| 4    | France      | Yves Tarin         | 71.200 |
| 5    | Royaume-Uni | Damien Walters     | 70.300 |
| 6    | États-Unis  | Casey Finley       | 67.400 |
| 7    | France      | Nicolas Fournials  | 63.300 |
| 8    | Kazakhstan  | Sergei Berestovski | 59.800 |

#### Tumbling par équipe
| Rang | Pays       | Gymnastes                                                                   | Points |
| ---- | ---------- | --------------------------------------------------------------------------- | ------ |
|      | Chine      | Huanian Pan Chen Yang Jiexu Wang                                            | 111.90 |
|      | Russie     | Alexandre Skorodunov Alexander Goncharov Alexander Podlesky Tagir Murtazaev | 110.20 |
|      | France     | Nicolas Fournials Alexandre Dechanet Nicolas Divry Julien Coudert           | 100.00 |
| 4    | Canada     | Chris Donaldson Anton Minayev Cletus Okpoh Denis Vachon                     | 99.40  |
| 5    | États-Unis | Casey Finley Chris Ford Kalon Ludvigson Gus Roethlisberger                  | 94.80  |

### Femmes

#### Double mini
| Rang | Pays      | Gymnaste           | Points |
| ---- | --------- | ------------------ | ------ |
|      | Portugal  | Silvia Saiote      | 69.400 |
|      | Russie    | Anna Ivanova       | 65.000 |
|      | Portugal  | Ana Simoes         | 64.700 |
| 4    | Canada    | Jane Bickerstaff   | 53.800 |
| 5    | Canada    | Julie Warnock      | 35.500 |
| 6    | Bulgarie  | Antonia Ivanova    | 34.600 |
| 7    | Russie    | Galina Goncharenko | 33.200 |
| 8    | Slovaquie | Katarina Prokesova | 30.800 |

#### Double mini par équipe
| Rang | Pays        | Gymnaste                                                          | Points |
| ---- | ----------- | ----------------------------------------------------------------- | ------ |
|      | Portugal    | Silvia Saiote Marta Ferreira Ana Simoes Nicole Pacheco            | 103.70 |
|      | États-Unis  | Krista Mahoney Shelly Klochan Megan Dacy Ashlynn Sundvold         | 103.00 |
|      | Canada      | Julie Warnock Sarah Charles Jane Bickerstaff Rose James           | 92.50  |
| 4    | Russie      | Anna Ivanova Maria Kozlova Svetlana Balandina Galina Gontcharenko | 70.00  |
| 5    | Royaume-Uni | Asha Bayliss Nicola Pugh Nicola Petitt                            | 83.90  |

#### Individuel
| Rang | Pays       | Gymnaste         | Points |
| ---- | ---------- | ---------------- | ------ |
|      | Russie     | Irina Karavaeva  | 38.900 |
|      | Russie     | Natalia Chernova | 38.400 |
|      | Allemagne  | Anna Dogonadze   | 38.300 |
| 4    | Pays-Bas   | Andrea Lenders   | 37.900 |
| 5    | États-Unis | Alaina Hebert    | 37.600 |
| 6    | Canada     | Karen Cockburn   | 37.600 |
| 7    | Ukraine    | Olena Movchan    | 37.400 |
| 8    | Chine      | Huang Shanshan   | 37.300 |

#### Par équipe
| Rang | Pays       | Gymnaste                                                      | Points |
| ---- | ---------- | ------------------------------------------------------------- | ------ |
|      | Chine      | Huang Shanshan Dan Luo Xingping Zhong Wenjuan Wang            | 112.30 |
|      | Russie     | Irina Karavaeva Natalia Chernova Natalia Kolesnikova          | 108.40 |
|      | États-Unis | Jennifer Parilla Amanda Bailey Jenny Wescott Alaina Hebert    | 94.30  |
| 4    | Ukraine    | Svitlana Sigitova Yulia Domchevska Olena Movchan Marina Kiyko | 78.70  |
| 5    | Allemagne  | Jessica Simon Anna Dogonadze Sarah Syed Jessica Simon         | 57.30  |

#### Synchronisé
| Rang | Pays        | Gymnaste                           | Points |
| ---- | ----------- | ---------------------------------- | ------ |
|      | Russie      | Irina Karavaeva Natalia Chernova   | 48.500 |
|      | Canada      | Karen Cockburn Rosannagh MacLennan | 48.300 |
|      | Allemagne   | Jessica Simon Anna Dogonadze       | 46.300 |
| 4    | Japon       | Yoko Seto Hiromi Hammoto           | 45.300 |
| 5    | Royaume-Uni | Claire Wright Jaime Moore          | 45.200 |
| 6    | Ukraine     | Yulia Domchevska Olena Movchan     | 42.300 |
| 7    | Biélorussie | Alena Tarasevich Tatiana Petrenia  | 22.800 |
| 8    | États-Unis  | Jennifer Parilla Alaina Hebert     |        |

#### Tumbling
| Rang | Pays        | Gymnaste          | Points |
| ---- | ----------- | ----------------- | ------ |
|      | Russie      | Anna Korobeyniova | 70.800 |
|      | Ukraine     | Olena Chabanenko  | 70.100 |
|      | Royaume-Uni | Samantha Palmer   | 68.300 |
| 4    | États-Unis  | Alexis Diaz       | 64.800 |
| 5    | Russie      | Elena Bluzhina    | 64.200 |
| 6    | États-Unis  | Yulia Hall        | 62.300 |
| 7    | Royaume-Uni | Zoe McLean        | 60.600 |
| 8    | France      | Emeline Millory   | 59.400 |

#### Tumbling par équipe
| Rang | Pays        | Gymnaste                                                             | Points |
| ---- | ----------- | -------------------------------------------------------------------- | ------ |
|      | Russie      | Elena Bloujina Natalia Rakhmanova Anna Korobeinkova Tatiana Danilina | 96.60  |
|      | États-Unis  | Yulia Hall Alexis Diaz Amy McDonald Leanne Seitzinger                | 91.70  |
|      | France      | Delphine François Emeline Millory Marion Limbach Elisa Faure         | 90.70  |
| 4    | Royaume-Uni | Sarah Bellis Zoe Maclean Donna Maclean Samatha Palmer                | 89.30  |
| 5    | Ukraine     | Olena Chabanenko Kateryna Bayeva Hanna Zayarna Hanna Mamchur         | 86.30  |